# Protonentherapie

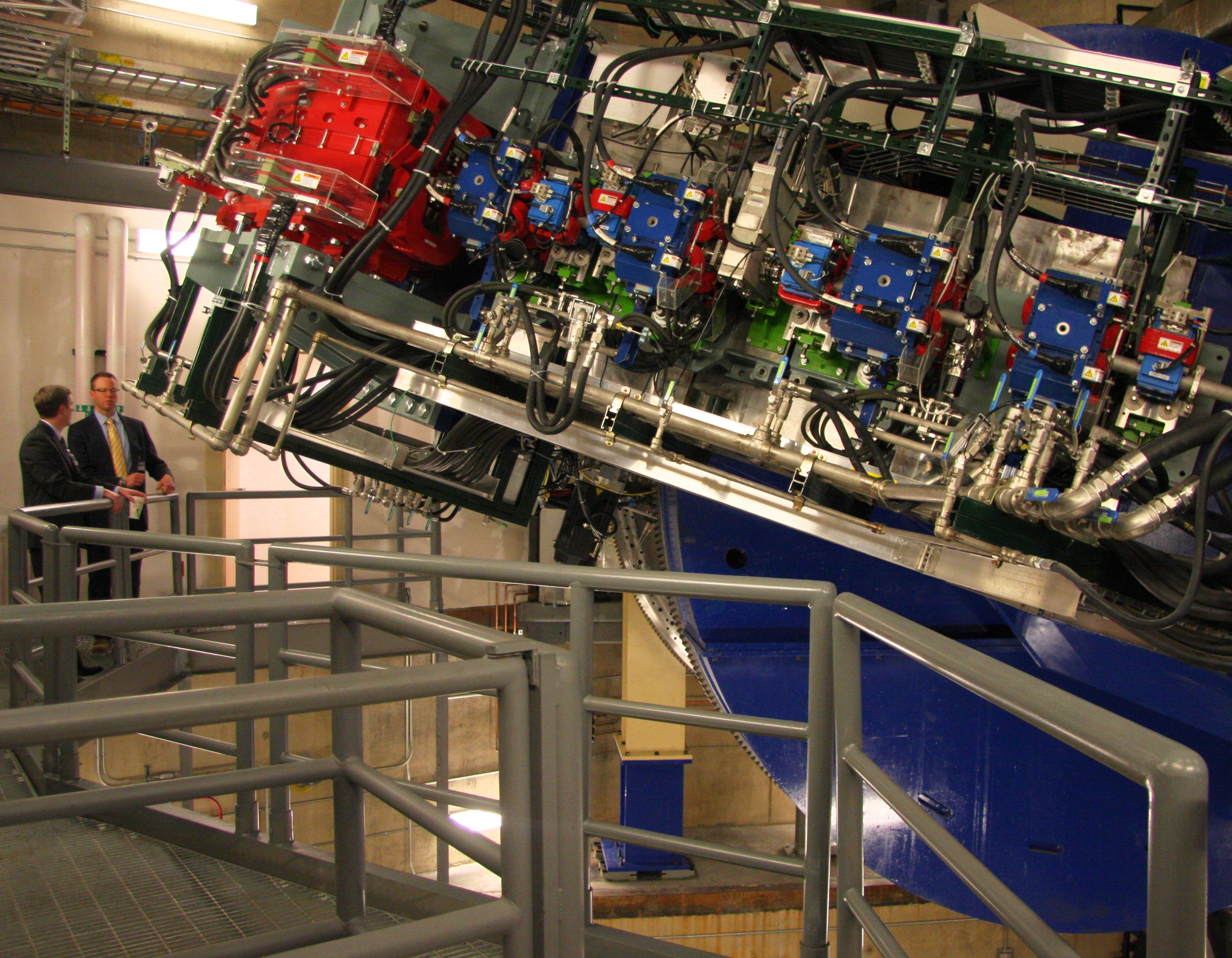
Synchrotron zur Protonentherapie

Bei der Protonentherapie handelt es sich um eine Strahlentherapie zur Behandlung von insbesondere bösartigen Tumoren (Krebs). In einem Synchrotron oder Zyklotron werden Protonen beschleunigt und der Protonenstrahl wird auf den Tumor gerichtet. Besonderheit ist neben der Zielgenauigkeit die mittels der Energie der Protonen steuerbare Tiefe der maximalen Wirkung. Das Verfahren wird insbesondere bei Patienten angewandt, bei denen die Bestrahlung mit harter Röntgenstrahlung bzw. Gammastrahlung, oder Elektronenstrahlen aus Linearbeschleunigern, nicht ausreichend genutzt werden kann, weil der Tumor entweder zu tief im Körper sitzt oder aber von empfindlichen Organen umgeben ist. Die Protonentherapie ermöglicht eine optimierte Dosisverteilung innerhalb der zu bestrahlenden Region.
Die Protonentherapie ist die am häufigsten angewandte Form der sogenannten Partikeltherapie, die zum Beispiel auch die Bestrahlungen mit den schwereren Kohlenstoff-Ionen umfasst.

## Wirkungsweise

Eindringtiefe von Protonen in Gewebe im Vergleich zu anderen Bestrahlungsarten

Die Protonentherapie ermöglicht durch ihre Zielgenauigkeit die Behandlung von Tumoren auch in sensiblen Körperregionen. Der Beschleuniger liefert energiereiche Protonen (von bis zu 60 % der Lichtgeschwindigkeit) als gut gebündelten Strahl, der präzise auf den vorher berechneten Ort im Tumorgewebe gelenkt werden kann. Beim Eindringen in den menschlichen Körper wird der Strahl so gebremst, dass die Protonen den größten Teil ihrer Energie direkt im Tumorherd entladen (Bragg-Peak). Die ionisierende Wirkung der Protonen führt dann zu einer Schädigung der Tumorzellen, insbesondere ihrer DNA.
Durch die dreidimensional präzise Protonendeposition ist die dadurch erreichbare Strahlendosis im Ziel höher als beim Einsatz von Gammastrahlung oder Elektronenstrahlung. Im Vergleich zu anderen Bestrahlungsformen ist bei der Protonentherapie deshalb auch das Risiko von Nebenwirkungen geringer, da umgebendes, gesundes Gewebe besser geschont wird.

## Medizinische Bewertung
Weltweit erhielten seit den 1960er Jahren bisher (Juni 2024) mehr als 350.000 Patienten eine Protonentherapie mit den verschiedensten Indikationen. Weltweit sind bereits 133 Anlagen in Betrieb (Juni 2025). Die Kostenübernahme in der Gesetzlichen Krankenversicherung ist von Krankenkasse zu Krankenkasse unterschiedlich. Bei einigen Kassen erfolgt eine Einzelfallprüfung. Die deutschen Bestrahlungszentren haben gesonderte Regelungen mit bestimmten Krankenkassen, die die Kosten bei vereinbarten Indikationen ohne gesonderten Antrag übernehmen. Von einer Kostenübernahme sind beispielsweise Brustkrebs und Hirnmetastasen ausgeschlossen. Dagegen werden die Kosten beispielsweise bei verschiedenen primären Hirntumoren, HNO-Tumoren, inoperablem Leberzellkarzinom, zerebraler arteriovenöser Malformation sowie Sarkomen – hier insbesondere Chondrosarkomen und Chordomen der Schädelbasis – übernommen. Die Behandlung von Prostatakarzinomen wird in bestimmten Stadien auch von den gesetzlichen Krankenkassen bezahlt.
Die Liste der bis jetzt weltweit durchgeführten Behandlungen wird von der Particle Therapy Co-Operative Group laufend auf den neuesten Stand gebracht.

## Bestehende Einrichtungen
Das erste Protonentherapie-Zentrum in West-Europa ist seit 1984 am Paul Scherrer Institut (PSI) in Villigen in der Schweiz in Betrieb. Bis Ende 2012 wurden dort rund 6000 Patienten mit Augentumoren mit Protonen behandelt. Am PSI wurde erstmals eine Portalanlage (sog. Gantry), d. h. eine bewegliche Strahlführung, welche die Bestrahlung eines ruhenden Patienten aus verschiedenen Richtungen erlaubt, für die sogenannte Spot-Scanning-Protonen-Technik ausgerüstet. Die Tumoren werden dabei mit einem ca. 7 mm breiten Protonenstrahl dreidimensional abgescannt. Bis Ende 2012 wurden damit mehr als 850 Patienten bestrahlt, seit Februar 2007 mit einem neuartigen supraleitenden Kompaktzyklotron. Das PSI konnte ebenfalls die intensitätsmodulierte Protonentherapie etablieren. Der erste Patient mit einem Chordom im Bereich der Wirbelsäule wurde mit dieser Methode bereits 1999 am PSI behandelt.
In Deutschland existieren fünf Protonentherapieeinrichtungen: das Heidelberger Ionenstrahl-Therapiezentrum (HIT) mit insgesamt drei Bestrahlungsplätzen und davon einer Gantry für Protonen und Schwerionen, das Westdeutsche Protonentherapiezentrum Essen (WPE) in Essen mit vier Behandlungsräumen, drei davon mit um 360 Grad drehbare Gantries und ein Behandlungsraum mit einem unbeweglichen horizontalen Strahl und einem Augentherapieplatz, die Universitäts Protonen Therapie Dresden am Universitätsklinikum Dresden, das Marburger Ionenstrahl-Therapiezentrum (MIT) mit 3 Behandlungsplätzen sowie die Augentumortherapie des Helmholtz-Zentrums Berlin (bis 2008 Hahn-Meitner-Institut) in Berlin. Dort wurden seit 1998 über 2000 (Stand Ende 2012) Augentumor-Patienten behandelt. Das Rinecker Proton Therapy Center (RPTC) in München mit vier Gantries wurde Ende 2019 geschlossen. Das RPTC in München war das erste rein klinisch betriebene Protonentherapiezentrum Europas, die Patientenbehandlung hatte dort im März 2009 begonnen.
Weiterhin wurden von 1997 bis 2008 im Rahmen eines Pilotprojektes bei der GSI in Darmstadt Patienten mit Kohlenstoffionen behandelt. Das Nachfolgeprojekt am Universitätsklinikum Heidelberg ist das Heidelberger Ionenstrahl-Therapiezentrum, es wurde im November 2009 eröffnet. Am HIT wurden seitdem mehr als 2500 (Stand 2014) Patienten mit Protonen und Kohlenstoffionen vorwiegend im Rahmen von klinischen Studien behandelt. HIT ist die erste Anlage in der Welt, die mit der Scanningtechnik sowohl Protonen als auch Kohlenstoffionen applizieren kann. Für Forschungszwecke stehen darüber hinaus andere Ionen wie zum Beispiel Helium und Sauerstoffionen zur Verfügung.
Das Westdeutsche Protonentherapiezentrum Essen hat im Frühjahr 2013 den Betrieb aufgenommen. Seit dem Frühjahr 2016 sind alle vier Behandlungsräume in Betrieb, in denen bisher (Stand April 2025) über 5.000 Patienten behandelt wurden. Das WPE wendet neben dem Uniform Scanning und dem Double Scattering routinemäßig die Pencil Beam Scanning Methode (PBS) an, mit welcher die Intensitätsmodulierte Protonentherapie (IMPT) ebenfalls zum Standardprogramm dieses Zentrums gehört. Unter Verwendung von PBS und IMPT kann bei Tumoren des Zentralen Nervensystems (ZNS) die gesamte Kraniospinale Achse (CSA, beinhaltet Gehirn und Spinalkanal) routinemäßig bestrahlt werden. Die Verfügbarkeit der IMPT ermöglicht zudem einen Simultaneous Integrated Boost (SIB) – also eine gleichzeitige Boostbestrahlung – für Tumoren der Schädelbasis, im HNO-Bereich und der Prostata. Ein spezieller Schwerpunkt liegt auf der Behandlung von Kindern, welche hier für alle Altersgruppen angeboten werden kann. Zudem werden am WPE Aderhautmelanome in einem eigenen Augentherapieplatz seit Ende 2021 behandelt.
Seit Oktober 2015 hat das Marburger Ionenstrahl-Therapiezentrum (MIT) den Patientenbetrieb aufgenommen. Das MIT ist eine GmbH, alleinige Eigentümerin ist die Rhön-Klinikum AG. Dem MIT stehen für die Therapie Protonenstrahlen wie auch Kohlenstoff-Ionenstrahlen an vier Behandlungsplätzen zur Verfügung. Seit Inbetriebnahmen wurden 142 Patienten behandelt (Stand: Oktober 2016). Die Anlage ist ähnlich gebaut wie das Heidelberger Ionenstrahl-Therapiezentrum (HIT).
Seit September 2014 erfolgt die Patientenversorgung an der Protonentherapieanlage in Dresden. Sie wurde vom Universitätsklinikum Carl Gustav Carus Dresden und der Medizinischen Fakultät der Technischen Universität Dresden zusammen mit dem Helmholtz-Zentrum Dresden-Rossendorf aufgebaut. Neben der Krankenversorgung steht die Anlage den Forschern des „Nationalen Zentrums für Strahlenforschung in der Onkologie – OncoRay“ zur Verfügung.
Das erste hospital-based Protonentherapie-Zentrum der Welt wurde im Jahre 1990 am Loma Linda University Medical Center (LLUMC) in Kalifornien eröffnet. Im klinischen Routinebetrieb wurden dort bislang über 16.000 Patienten mit über 50 unterschiedlichen Tumorarten und anderen Krankheitsbildern behandelt. Mit jährlich 1000 bis 1500 Patienten werden hier mit einem leistungsstarken Synchrotron (250 MeV, Optivus) mehr Behandlungen durchgeführt als in allen anderen Protonentherapiezentren weltweit. Für die behandelten Prostatakrebs-Patienten der LLUMC existiert das weltweit größte nachsorgende Programm auf der Basis der Patientenselbstorganisation Brotherhood Of The Balloon, die über 4000 Mitglieder hat (Stand Mai 2009).
In Österreich nahm in Wiener Neustadt am MedAustron ein Ringbeschleuniger im Jahr 2014 den technischen Probebetrieb auf. Seit Herbst 2016 werden dort Patienten mit Protonen, und seit 2019 im Rahmen der Schwerionentherapie mit Kohlenstoff-Ionen, behandelt.
Weltweit sind weitere Zentren geplant oder befinden sich im Bau. Eine aktuelle Liste über eröffnete und geplante Zentren aktualisiert die Particle Therapy Co-Operative Group (PTCOG) regelmäßig.

## Neuere Entwicklungen
Die Entwicklung kleinerer und billigerer Teilchenbeschleuniger verspricht, diese Therapiemöglichkeit einer immer größeren Zahl von Krebspatienten zugänglich zu machen. Beispielsweise wird an der Entwicklung eines supraleitenden Zyklotrons in Tischgröße und der Laser-Beschleunigung von Ionen gearbeitet. Konzerne, die führend mit der Forschung, Entwicklung und dem Verkauf derartiger Anlagen als medizinische Therapieeinrichtigungen tätig sind, sind Hitachi, Mitsubishi und Varian Medical Systems.